# Линейный (остров)
Лине́йный — остров архипелага Северная Земля. Административно относится к Таймырскому Долгано-Ненецкому району Красноярского края.

## Расположение
Расположен в Карском море к западу от юго-западного побережья острова Комсомолец на входе в бухту Клин в 3,5 километрах к северу от мыса Ленинцев (полуостров Пустынный). Почти вплотную к острову Линейному, в 300 метрах к западу лежит остров Слитый.

## Описание
Представляет собой узкую, вытянутую с юго-востока на северо-запад песчаную косу длиной около 2 километров и шириной до 300 метров. Берега пологие, существенных возвышенностей и водоёмов не имеет. Свободен ото льда. Название острова связано с его вытянутой формой.